# Otok Tun Veli
Otok Tun Veli är en ö i Kroatien.   Den ligger i länet Zadars län, i den södra delen av landet, 200 km söder om huvudstaden Zagreb. Arean är 2,4 kvadratkilometer.
Terrängen på Otok Tun Veli är platt. Öns högsta punkt är 110 meter över havet. Den sträcker sig 2,6 kilometer i nord-sydlig riktning, och 3,0 kilometer i öst-västlig riktning.